# Карааул (Аягозский район)
Карааул (каз. Қараауыл) — упразднённое село в Аягозском районе Восточно-Казахстанской области Казахстана. Входило в состав Нарынского сельского округа. Исключено из учётных данных в 2017 г. Код КАТО — 633473400.

## Население
В 1999 году население села составляло 124 человека (65 мужчин и 59 женщин). По данным переписи 2009 года, в селе проживал 101 человек (59 мужчин и 42 женщины).